# 髙村薫
髙村 薫（たかむら かおる、1953年2月6日 -）は、日本の小説家。
1990年、重厚な推理小説『黄金を抱いて翔べ』で小説家デビュー。骨太の社会派サスペンスで人間に切り込む。主な作品に、直木賞を受賞した『マークスの山』（1993年）の他、『新リア王』（2005年）、『太陽を曳く馬』（2009年）など。

## 人物
大阪府大阪市東住吉区出身。同志社高等学校、国際基督教大学教養学部人文科学科卒業（専攻はフランス文学）。卒業後は外資系商社勤務。現在、髙村の「髙」は、「髙」（はしご高）に統一されている。2014年9月以来、世界平和アピール七人委員会のメンバーの一人。

## 受賞歴・候補歴
太字が受賞したもの
- 1989年、『リヴィエラ』で第2回日本推理サスペンス大賞最終候補。
- 1990年、『黄金を抱いて翔べ』で第3回日本推理サスペンス大賞受賞。
- 1992年
  - 『神の火』で第5回山本周五郎賞候補。
  - 『リヴィエラを撃て』で第11回日本冒険小説協会大賞受賞。
  - 「アルコホリック・ホテル」で第45回日本推理作家協会賞短編および連作短編集部門候補。
  - 咲くやこの花賞受賞。
- 1993年
  - 『リヴィエラを撃て』で第6回山本周五郎賞候補、第46回日本推理作家協会賞長編部門受賞。
  - 「ステーション・パーラー」で第46回日本推理作家協会賞短編および連作短編集部門候補。
  - 『わが手に拳銃を』で第14回吉川英治文学新人賞候補。
  - 『マークスの山』で第109回直木賞受賞、第12回日本冒険小説協会大賞受賞、『このミステリーがすごい!』1994年版国内第1位。
- 1997年、『レディ・ジョーカー』で毎日出版文化賞受賞。
- 1998年、『レディ・ジョーカー』で『このミステリーがすごい!』1999年版国内第1位。
- 2006年、『新リア王』で第4回親鸞賞受賞。
- 2010年、『太陽を曳く馬』で第61回読売文学賞受賞。
- 2017年、『土の記』で第70回野間文芸賞受賞。
- 2018年、『土の記』で第44回大佛次郎賞受賞[4]。
- 2018年、『土の記』で第59回毎日芸術賞受賞。

## 文学賞選考委員歴
- 2014年、織田作之助賞選考委員（第31回より）

## 備考
「差別というのが生理的に嫌な性格だ。」「差別されがちな同性愛者の人々への思いも後押ししていたかも。」と語っている。単行本から文庫化するにあたって、大胆な改稿を行うことが多い。
雑誌『ダ・ヴィンチ』のインタビュー
でも公言していたように、趣味はピアノで、楽器を備え長時間の練習にも耐えられたが、人前で弾くことはしていない。執筆の合間には、ピアノソロのレコードほかを好んで聞く。

## 著作リスト

### 合田雄一郎刑事シリーズ
- マークスの山 （1993年3月、早川書房　のち講談社文庫、上巻 ISBN 9784062734912・下巻 ISBN 9784062734929、全面改稿）
- 照柿（1994年7月、講談社　のち文庫、新潮文庫）
- レディ・ジョーカー（1997年12月、毎日新聞社　のち新潮文庫）
  - 初出:『サンデー毎日』1995年6月18日 - 1997年10月5日号
- 太陽を曳く馬（2009年8月、新潮社、上巻 ISBN 9784103784067・下巻 ISBN 9784103784074）
  - 初出:『新潮』2006年10月号 - 2008年10月号）
- 冷血（2012年11月、毎日新聞社　のち新潮文庫、上巻 ISBN 9784620107899、下巻 ISBN 9784620107905）
  - 初出:『サンデー毎日』2010年4月18日号 - 2011年10月30日号（連載時タイトル『新冷血』）
- 我らが少女A（2019年7月、毎日新聞出版 ISBN 9784620108421）
  - 初出:『毎日新聞』2017年8月1日 - 2018年7月31日

### 福澤彰之シリーズ
- 晴子情歌（2002年5月、新潮社　のち文庫）
- 新リア王（2005年10月、新潮社
  - 初出:『日本経済新聞』2003年3月1日号 - 2004年10月31日号・作品未完のまま打切り、単行本刊行時に加筆）
- 太陽を曳く馬　新潮社、2009

### ノン・シリーズ作品
- 黄金を抱いて翔べ 1990年12月、新潮社　のち文庫
  - 初出:『小説新潮』1990年10月号
- 神の火 1991年8月、新潮社（新潮ミステリー倶楽部）のち文庫
  - 1996年8月、新潮社、ISBN 9784106027475、文庫版を元に新刊行
- わが手に拳銃を（1992年3月、講談社） 「李歐」（1999年2月、講談社文庫）[9]
- リヴィエラを撃て 1992年10月、新潮社（新潮ミステリー倶楽部）のち文庫、双葉文庫（日本推理作家協会賞受賞作全集 70、71）
- 地を這う虫 1993年12月、文藝春秋　のち文庫
  - 初出:『オール讀物』1992年 - 1993年、『別冊文藝春秋』1993年秋号
    - 収録作品：愁訴の花 / 地を這う虫 / 巡り逢う人びと / 父が来た道 / 去りゆく日に
- 四人組がいた。 2014年8月、文藝春秋　のち文庫
  - 収録作品：四人組、怪しむ / 四人組、夢を見る / 四人組、豚に逢う / 四人組、村史を語る / 四人組、跳ねる / 四人組、虎になる / 四人組、大いに学習する / 四人組、タニシと遊ぶ / 四人組、後塵を拝す / 四人組、危うし！ / 四人組、伝説になる / 四人組、失せる
- 土の記 2016年11月、新潮社
- 警視庁捜査第一課第三強行犯捜査第七係シリーズ（『小説現代』連載）
  - 東京クルージング（1993年4月号）
  - 放火（アカ）（1993年6月号）
  - 失踪（1993年8月号）
  - 情死（1993年10月号）
  - 凶弾（1993年12月号）
- モグラ（『小説現代』連載）
  - モグラ（1994年6月号）
  - 村は踊った（1994年8月号）
  - 奏でる女、踊る男（1994年10月号）
  - 冬の役者たち（1994年12月号）
- ヨゼフ断章（『オール讀物』連載）
  - 黙せる村（1994年5月号）
  - 天翔る花火・ヨゼフ十六歳（1994年7月号）
  - 蟹・ヨゼフ二十六歳（1994年9月号）
  - 光る闇・ヨゼフ三十六歳（1994年11月号）
  - 佇む人びと・ヨゼフ四十六歳（1995年1月号）
  - 凧・ヨゼフ断章（1995年3月号）

### 単行本未収録作品
- 炎のドレス（『小説新潮』1991年6月号）
- ドッグズ・デイズ（『小説現代』1991年9月号）
- 暗夜を行く（『小説NON』1991年11月号）
- アルコホリック・ホテル（『小説現代』1991年12月号）
- マダム・ジョーカー（『小説現代』1992年4月号）
- さすらい人帰る（『オール讀物』1992年6月号）
- 旅の終わり（『小説NON』1992年8月号）
- セーターを編む女（『小説現代』1992年10月号）
- 昭子の家（『小説NON』1992年12月号）
- 浜辺にて（『小説中公』1993年3月号）
- 東京クルージング（『小説現代』1993年4月号）
- 毒は友（『小説NON』1993年5月号）
- 私とKと財布の関係（『野性時代』1993年6月号）
- 放火（アカ）（『小説現代』1993年6月号）
- 馬（『オール讀物』1993年6月号）
- 失踪（『小説現代』1993年8月号）
- 情死（『小説現代』1993年10月号）
- 現身世の人なれば（『小説NON』1993年10月号）
- いつか見た死（『小説新潮』1993年10月号）
- 凶弾（『小説現代』1993年12月号）
- 日吉町クラブ（『野性時代』1993年12月号）
- ある強盗（『週刊小説』1994年1月号）
- 格子の窓を仰いで（『小説現代』1994年2月号）
- 黙せる村（『オール讀物』1994年5月号）
- モグラ（『小説現代』1994年6月号）
- 顔（『小説新潮』1994年6月号）
- 天翔る花火・ヨゼフ十六歳（『オール讀物』1994年7月号）
- 村は踊った（『小説現代』1994年8月号）
- 蟹・ヨゼフ二十六歳（『オール讀物』1994年9月号）
- 奏でる女、踊る男（『小説現代』1994年10月号）
- 美しいひと（『小説新潮』1994年10月号）
- 光る闇・ヨゼフ三十六歳（『オール讀物』1994年11月号）
- 冬の役者たち（『小説現代』1994年12月号）
- 佇む人びと・ヨゼフ四十六歳（『オール讀物』1995年1月号）
- 凧・ヨゼフ断章（『オール讀物』1995年3月号）
- 海へ（『小説新潮』1996年8月号）
- 少年の日には（『新潮』2004年6月号）
- 双子の秋（『読売新聞』2005年11月8日号）
- カワイイ、アナタ（『文藝春秋』2006年4月号）

### アンソロジー収録作品
- 日本ミステリーの一世紀 下巻（1995年7月、広済堂出版、ISBN 9784331056578、「ドッグズ・デイズ」収録）
- あの人の殺意―ミステリー傑作選〈29〉（1995年11月15日、講談社文庫、ISBN 9784062631075、「アルコホリック・ホテル」収録）
- 二十四粒の宝石（「棕櫚とトカゲ」収録）
  - 1995年12月10日、講談社、ISBN 9784062077996、
  - 1998年11月15日、講談社文庫、ISBN 9784062639163
- 死導者がいっぱい―ミステリー傑作選〈31〉（1996年11月15日、講談社文庫、ISBN 9784062633680、「ステーション・パーラー」収録）
- 誇りたかき掟 冒険・ハードボイルド傑作選（1996年12月25日、角川書店（カドカワノベルズ）、ISBN 9784047850088、「日吉町クラブ」収録）
- 女性作家シリーズ〔20〕（1997年10月、角川書店、ISBN 9784045742200、「地を這う虫」「犬の話」「棕櫚とトカゲ」「みかん」収録）
- 誘惑―女流ミステリー傑作選（1999年1月15日、徳間文庫、ISBN 9784198910365、「アルコホリック・ホテル」収録）
- 推理作家になりたくて マイベストミステリー 第三巻『迷』（2003年10月30日、文藝春秋、ISBN 9784163223100、小説「みかん」エッセイ「ざらざらしたもの」収録）

### 評論集
- 半眼訥訥
  - 2000年1月30日、文藝春秋、ISBN 9784163559407
  - 2003年2月10日、文春文庫、ISBN 9784167616021
- 作家的時評集 2000-2007
  - 2007年10月30日、朝日文庫、ISBN 9784022644145
- 閑人生生 平成雑記帳2007-2009 
  - 2010年3月5日、朝日文庫、ISBN 9784022644145
- 続 閑人生生 平成雑記帳2009-2011
  - 2011年12月7日、朝日文庫、ISBN 9784022617149
- 作家的時評集 2008-2013
  - 2013年11月29日、毎日新聞社、ISBN 9784022616586
- 空海
  - 2015年9月、新潮社、ISBN 9784103784081
- 作家的覚書
  - 2017年4月21日、岩波書店（岩波新書）、ISBN 9784004316565
- 時代へ、世界へ、理想へ 同時代クロニクル 2019→2020
  - 2020年3月30日、毎日新聞出版、ISBN 9784620326313

### 共著
- なにわ金融事件簿　闇に蠢く懲りない面々（朝日新聞大阪本社経済部と共著、阪本順治・宮脇磊介との対談を含む）
  - 1997年11月10日、かもがわ出版、ISBN 9784876993505
- 快楽と救済（梁石日との対談集）
  - 1998年12月24日、日本放送出版協会、ISBN 9784140053072
- いやな時代こそ想像力を（佐高信との対談）
  - 2000年4月、岩波書店（岩波ブックレット）、ISBN 9784000092043
- 作家と新聞記者の対話 2006-2009（毎日新聞記者・藤原健との対談）
  - 2010年1月29日、毎日新聞社、ISBN 9784620319667
- 日本人の度量 3・11で生まれ直すための覚悟（姜尚中・鷲田清一・本多弘之とのシンポジウム）
  - 2014年3月、講談社（講談社+α新書）
- 生死の覚悟 (南直哉との共著)
  - 2019年5月19日、新潮社（新潮新書）、ISBN 9784106108150

## 関連書籍
- 高村薫の本　高村薫が自作を語りつくす!（別冊宝島編集部編）
  - 2000年4月、宝島社（別冊宝島）、ISBN 9784796638852
  - 2006年3月6日、宝島社文庫、ISBN 9784796650847

## 日本国外での翻訳

### 台湾（繁体字中国語）
合田雄一郎刑事シリーズ
- 《馬克斯之山》 （2011.06.05、独歩文化）－マークスの山
- 《照柿》 （2013.06.01、独歩文化）
- 《LADY JOKER》（上、下） （2014.03.13、独歩文化）－レディ・ジョーカー

### 中国大陸（簡化字）
- 抱着黄金飞翔 （刊行予定、吉林出版集团有限责任公司）－黄金を抱いて翔べ
- 狙杀里维埃拉 （刊行予定、吉林出版集团有限责任公司）－リヴィエラを撃て

福澤彰之シリーズ
- 晴子情歌 （刊行予定、吉林出版集团有限责任公司）
- 新李尔王 （刊行予定、吉林出版集团有限责任公司）－新リア王

合田雄一郎刑事シリーズ
- 马尔克斯之山 （刊行予定、吉林出版集团有限责任公司）－マークスの山
- 照柿 （刊行予定、吉林出版集团有限责任公司）
- 女王 （刊行予定、吉林出版集团有限责任公司）－レディ・ジョーカー
  - “女王”行动 （2001年9月、译林出版社）
- 曳日马 （2015年5月、吉林出版集团有限责任公司）－太陽を曳く馬 ISBN 9787553427942

## 出演

### ドキュメンタリー
- ETV特集「銃撃事件と日本社会」（2022年9月17日、NHK Eテレ）[10]